# Городківка (Бердичівський район)
Городкі́вка (до 1946 року — Халаї́мгородок) — село в Україні, в Андрушівській міській територіальній громаді Бердичівського району Житомирської області. Чисельність населення становить 1 095 осіб (2001). В минулому — центр Халаїмгородоцької волості, у 1923—2020 роках — адміністративний центр колишньої однойменної сільської ради.

## Загальна інформація
Розташоване на правому березі річки Гуйва, за 15 км південніше від Андрушівки, за 8 км від залізничної станції Чорнорудка.

## Населення
В середині 19 століття в селі налічувалося 1 690 жителів, з них 1 173 православних, 498 католиків та 19 євреїв. За довідником 1885 року в селі мешкала 1 081 особа, налічувалося 186 дворових господарств.
Відповідно до результатів перепису населення Російської імперії 1897 року, загальна кількість мешканців становила 2 395 осіб, з них: православних — 1 861, римокатоликів — 503, чоловіків — 1 188, жінок — 1 207.
Наприкінці 19 століття налічувалося 2 452 мешканці, з них 1 221 чоловік та 1 231 жінка, дворів — 408, або 2 279 осіб, дворів — 343.
Відповідно до перепису населення СРСР 17 грудня 1926 року, чисельність населення становила 3 115 осіб, з них 1 489 чоловіків та 1 626 жінок; за національністю: українців — 2 730, росіян — 4, євреїв — 27, поляків — 343, інших — 11. Кількість господарств — 728, з них несільського типу — 93.
На початок 1970-х років в селі було 679 дворів із населенням 1 914 осіб.
Відповідно до результатів перепису населення СРСР, кількість населення станом на 12 січня 1989 року становила 1 369 осіб. Станом на 5 грудня 2001 року, відповідно до перепису населення України, кількість мешканців села становила 1 095 осіб.

### Мова
Розподіл населення за рідною мовою за даними перепису 2001 року:
| Мова            | Кількість | Відсоток |
| --------------- | --------- | -------- |
| українська      | 1086      | 99.18 %  |
| російська       | 7         | 0.64 %   |
| інші/не вказали | 2         | 0.18 %   |
| Усього          | 1095      | 100 %    |

## Історія
Час заснування невідомий. За переказами місцевих, село існувало в давнину, мало назву Китайгород і мало декілька церков. Після село називалося Великі Жерделі, першими відомими його власниками була родина Лозовицьких з Берестейського повіту Литви, де володіла родовим гніздом — Лозовицями. За «криваві вислуги», тобто за бойові заслуги, Лозовицькі одержали від великого литовського князя простір землі вздовж річки Гуйви, межуючий з одного боку з Гальчином, а з другого — з Білопіллям. На цій території вже тоді знаходилося шість сіл, які належали Лозовицьким, серед них Великі Жерделі, Малі Жерделі, Велика і Мала Звинячі. Але у 1483 році, під час правління короля Казимира Ягелончика, внаслідок набігу Менґлі-Гирея ці шість сіл зазнали цілковитого спустошення, як і решта поселень краю. Людність було винищено або вивезено, замість сіл залишилися селища, тобто пустища на місці колишніх сіл. Відтоді й Лозовицькі покинули маєток, переїхавши до Литви після того, як їх дім, разом з Великими Жерделями, згорів від рук кочівників, разом з королівськими грамотами, наданими родині. На прохання Нелюба Гринковича Лозовицького король Александр наново підтвердив право власності Лозовицьким на тих шість пустих селищ, наказавши розмежувати дідицтво. Той же привілей підтвердив і наступний король Сигізмунд Старий. Нелюб Лозовицький розділив добра між нащадками, призначивши шість спустошених селищ в межах, визначених у привілеї короля Александра, синові Лукашу.
Лукаш Лозовицький, бувши королівським дворянином, не навідувався до своєї спустошеної власності, тим часом житомирські міщани почали займати частини його маєтку. Скарга Лозовицького дійшла до короля Сигізмунда I, котрий негайно видав вирок аби ті землі повернули Лозовицькому. Однак ті спустілі терени лише номінально належали Лозовицькому. У 1545 році проводилася ревізія Житомирського замку. Ревізори біскуп Хвальчевський і Лев Потей (Потій) викликали всіх землевласників, які межували із Житомирським староством, аби ті вказали межі своїх земель. Багато поміщиків не з'явилися за викликом, у їх числі був і Лукаш Лозовицький, який тоді був на господарській закордонній службі. Тож ревізори розсудили, що ці землевласники або ж загинули від татар, або вмерли, не залишивши нащадків. Власність їх, як не успадковану спадщину, записали до реєстру Житомирського замку. Повернувшись до краю, Лукаш подав скаргу про захоплення своїх земель королеві Сигізмунду Августу, і той у 1547 році наказав повернути «шість порожніх селищ» Лозовицькому. Син Лукаша Лозовицького Андрій, відомий за виконанням доручень польського короля Стефана Баторія, ставши спадкоємцем Великих Жерделів пустив їх за правом застави за 30 кіп литовських грошей Ф. Тишкевичу. З новим власником села багато літ ворогував сусідній князь з Котельні Кирик Ружинський. Він силоміць захопив усю територію шести пустих сіл і на посаді давніх Великих Жерделів побудував містечко, посадивши там кілька десятків своїх підданих. У невеликій новій колонії він збудував маленький замок і забезпечив охорону жителів. Містечко володар назвав — Скоргородком. Згодом Ф. Тишкевич також силою відібрав власні володіння, населення розігнав, а замок знищив.
Згодом маєток успадкував Олександр Лозовицький, син Андрія, який у 1608 році продав неприбуткову спадщину Іванові Бжозовському, який, в свою чергу, перепродав власність у 1609 році Єжи Завіши, а той у 1610 році продав її за 12 тисяч злотих княгині Софії Ружинській з Коробчевських, дружині Романа Ружинського. На той час пусті селища активно залюднювалися. У 1610 році Софія Ружинська (в новому шлюбі Ходкевичова) пустила Городок (так почали називати Великі Жерделі) правом застави деякому Халаїмові, а незадовго по тому, разом із всією Ружинщиною та Паволоччиною, продала власність київському воєводі Томашеві Замойському.
Незабаром, у 1648 році розпочалися козацькі повстання і околиця Городка була шляхом, де воюючі сторони кілька разів вели наступ. Внаслідок війни поселення були спустошені, місцева людність знищена або покинула ці місця. В записі за 1683 рік стверджується, що, поряд з Городком, подібною була доля всіх сіл біля Ружина і Паволочі. Аж близько 1700 року знелюднена місцевість почала потроху заселятися. Халаїми, давні кредитори, також повернулися до спустошеного Городка. Але та власність, разом із Ружинщиною, спадковою дорогою від Замойських перейшла до Конецпольських. Тоді розпочали Халаїми суперечку за маєток з Конецпольськими і у 1744 році Халаїмгородок присуджено Конецпольським. Халаїми покинули село, заливши там лише назву. Внаслідок виродження дому Конецпольських село успадкували Валевські, які продали маєток литовському підстолієві Юзефові Любомирському, що згодом продав добра кам'янецькому каштелянові Леонардові Свейковському. Від нього село набув Х. Орловський і по короткім часі у 1782 році перепродав його летичівському скарбникові Мацеєві Івановському. Згадується у люстрації Київського воєводства 1754 року як містечко, був там 101 двір.
В другій половині 19 століття — село, волосний центр Халаїмгородоцької волості Бердичівського повіту Київської губернії, за 30 верст від Бердичева, за 15 верст від залізничної станції Бровки, на правому березі річки Гуйви, що була кордоном між Київської та Волинською губерніями. Річка утворювала тут мальовничі тераси, утворюючи біля села широкий став. Сільські околиці складали рівнини, лісів було мало, лиш де-не-де виднілися діброви. Серед рівнин дуже часто зустрічалися видолки, наповнювані талою водою, які місцевий люд називав «бакаями». Село складалося з 5 частин або кутків з назвами Городок, Калинівка, Олендри, Голиші та Піски. Резиденція Євстахія Івановського, в домі якого знаходився стародавній архів. Також Івановському належали Лебединці та Чорнорудка. Землі — 2 100 десятин, у всьому маєтку — 4 180 десятин. У 1841 році було в селі 90 дворів. Була церква, збудована у 1755 році, попередню церкву збудовано у 1724 році. При церкві 71 десятина землі. До парафії належало с. Малі Жерделі (Жерделі) Житомирського повіту, що розміщувалося за 3 версти на протилежному березі Гуйви. Був філіальний католицький костел, який належав до парафії у Білопілля.
За довідником 1885 року — колишнє поміщицьке село Халаїмгородоцької волості Бердичівського повіту Київської губернії. Лежало за 35 верст від повітового міста Бердичів, за 6 верст від залізничної станції Чорнорудка, на річці Гуйві. Були церковна парафія, церковно-парафіяльна школа, заїзд, 3 водяних млини.
Наприкінці 19 століття — поміщицьке сільце Білопільської волості Бердичівського повіту Київської губернії. Відстань до повітового центру м. Бердичів, де знаходилася також найближча поштова казенна станція — 30 верст, до центру волості містечка Білопілля, де знаходилася також найближча поштова земська станція — 10 верст, до найближчої залізничної станції Чорнорудка, де розміщувалася також найближча телеграфна станція — 8 верст. Основним заняттям мешканців було землеробство. В поселенні числилося 3 695 десятин землі, з них 1 889 десятин належало поміщикам, 1 723 десятини — селянам, 83 десятини — церквам. Власником села був Єфстахій Івановський, господарював у маєтку орендатор Ромуальд Змигродський. Господарство у поміщика та селян велося за трипільною сівозміною. В селі були православна церква, каплиця, церковно-парафіяльна школа, три водяних млини поміщика Івановського (в кожному млині працював один місцевий селянин), вітровий млин селянина Цмеха (працював сам власник), шість кузень. Пожежна команда складалася із 2 бочок та 2 багрів.
У 1923 році увійшло до складу новоствореної Халаїмгородоцької сільської ради, яка 7 березня 1923 року включена до складу новоутвореного Білопільського району Бердичівської округи; адміністративний центр ради. 27 червня 1925 року, в складі сільської ради, передане до Вчорайшенського району Бердичівської округи. Відстань до районного центру с. Вчорайше становила 14 верст, до окружного центру в Бердичеві — 30 верст, до найближчої залізничної станції Чорнорудка — 8 верст. 3 лютого 1931 року, в складі сільської ради, передане до Ружинського району Української РСР.
За свідченнями очевидців, від Голодомору 1932—1933 рр. у селі загинуло 133 людини.
13 лютого 1935 року, в складі сільської ради, передане до відновленого Вчорайшенського району Київської області.
На фронтах Другої світової війни воювало 480 селян, 205 з них нагороджені орденами й медалями, 178 загинули. На їх честь у 1961 році на братській могилі встановлено пам'ятник.
7 червня 1946 року, відповідно до указу Президії Верховної ради Української РСР «Про збереження історичних найменувань та уточнення і впорядкування існуючих назв сільрад і населених пунктів Житомирської області», село перейменоване на Городківку, відповідно сільську раду — на Городківську. 28 листопада 1957 року, в складі сільської ради, передане до Андрушівського району, 30 грудня 1962 року — до складу Бердичівського району, 4 січня 1965 року повернуте до складу відновленого Андрушівського району Житомирської області.
В радянські часи в селі розміщувалася центральна садиба колгоспу, який обробляв 3 144,6 га угідь, з них 2 861,5 га — рілля. Спеціалізація: вирощування зернових і технічних культур, м'ясо-молочне тваринництво. Були млин, деревообробна і механічна майстерні, пилорама. 95 селян нагороджені орденами й медалями СРСР, серед них доярку Л. А. Коцюк, секретаря парткому Д. С. Драгана, голову сільської ради М. М. Барчука, тракториста С. Й. Ашарда — орденом Трудового Червоного Прапора, а голову колгоспу П. В. Подлевського — орденами Леніна, Жовтневої Революції, Трудового Червоного Прапора. У селі були середня школа, будинок культури, бібліотека, дільнична лікарня, аптека, відділення зв'язку, ощадна каса, побутова майстерня, 4 магазини.
12 червня 2020 року, відповідно до розпорядження Кабінету Міністрів України № 711-р «Про визначення адміністративних центрів та затвердження територій територіальних громад Житомирської області», територію та населені пункти Городківської сільської ради включено до складу Андрушівської міської територіальної громади Бердичівського району Житомирської області.

## Відомі люди
- Івановський Євстахій Дезидерійович (1813—1903) — письменник, краєзнавець, власник села, благодійник, фундатор костела св. Клари.
- Александр Кароль Гроза (1807—1875) — польський поет, драматург.
- Зелінський Олександр Олексійович (1944—2019) — доктор медичних наук, професор, Заслужений діяч науки і техніки, завідувач кафедри акушерства і гінекології Одеського медичного університету їм. М. І. Пирогова[15].
- Стаднічук Іван Якович (1913—2000) — радянський художник.